# Дипломатически мисии на Буркина Фасо
Това е списък на дипломатическите мисии в Буркина Фасо, не са включени почетните консулства.

## Европа
- Австрия
  - Виена (посолство)
- Белгия
  - Брюксел (посолство)
- Германия
  - Берлин (посолство)
- Дания
  - Копенхаген (посолство)
- Италия
  - Рим (посолство)
- Франция
  - Париж (посолство)

## Северна Америка
- Канада
  - Отава (посолство)
- Куба
  - Хавана (посолство)
- САЩ
  - Вашингтон (посолство)

## Африка
- Алжир
  - Алжир (посолство)
- Гана
  - Акра (посолство)
  - Кумаси (генерално консулство)
- Египет
  - Кайро (посолство)
- Етиопия
  - Адис Абеба (посолство)
- Кот д'Ивоар
  - Абиджан (посолство)
  - Боуке (генерално консулство)
- Либия
  - Триполи (посолство)
- Мали
  - Бамако ((посолство)
- Мароко
  - Рабат (посолство)
- Нигерия
  - Абуджа (посолство)
- Сенегал
  - Дакар (посолство)
- Тунис
  - Тунис (посолство)
- ЮАР
  - Претория (посолство)

## Азия
- Индия
  - Ню Делхи (посолство)
- Саудитска Арабия
  - Рияд (посолство)
  - Джида (генерално консулство)
- Тайван
  - Тайпе (посолство)
- Япония
  - Токио (посолство)

## Междудържавни организации
- - Адис Абеба - Африкански съюз
  - Женева - ООН
  - Ню Йорк - ООН